# San Juan (Asunción)
San Juan es un barrio de la capital paraguaya, Asunción, de creación relativamente reciente, producto del desmembramiento del barrio Jara.

## Límites
- Al norte el barrio Banco San Miguel.
- Al este el barrio Tablada Nueva, dividida por el arroyo Bella Vista.
- Al sur el barrio Jara, dividida por la Avda. Artigas.
- Al oeste el barrio Las Mercedes, dividida por la Avda. José Asunción Flores.

## Instituciones
Educativas:
- Centro para el Desarrollo de la Inteligencia

Religiosas:
- Capilla 3 de Mayo
- Capilla Santa Cruz
- Iglesia Centro Familiar de Adoración

Médicas:
- Centro Médico La Costa
- Puesto de Salud San Juan Bautista